# Belga férfi vízilabda-válogatott
A belga férfi vízilabda-válogatott Belgium nemzeti csapata, amelyet a Belga királyi Úszó-szövetség (franciául: Fédération Royale Belge de Natation) irányít.
A XX. század első felében a sikeres vízilabdázó nemzetek közé tartoztak és ez idő alatt számos szépe eredményt értek el. Négy alkalommal szereztek ezüst (1900, 1908, 1920, 1924) és két alkalommal bronzérmet (1912, 1936) a nyári olimpiai játékokon, e mellett háromszoros Európa-bajnoki bronzérmesnek (1927, 1934, 1947) mondhatják magukat.

## Eredmények

### Olimpiai játékok
| Év               | Helyezés       | M | Gy | D | V |
| ---------------- | -------------- | - | -- | - | - |
| Párizs 1900      | Ezüstérmes     | 3 | 2  | 0 | 1 |
| St. Louis 1904   | Nem vett részt | - | -  | - | - |
| London 1908      | Ezüstérmes     | 3 | 2  | 0 | 1 |
| Stockholm 1912   | Bronzérmes     | 5 | 3  | 0 | 2 |
| Antwerpen 1920   | Ezüstérmes     | 5 | 4  | 0 | 1 |
| Párizs 1924      | Ezüstérmes     | 5 | 4  | 0 | 1 |
| Amszterdam 1928  | Negyeddöntő    | 2 | 1  | 0 | 1 |
| Los Angeles 1932 | Nem vett részt | - | -  | - | - |
| Berlin 1936      | Bronzérmes     | 7 | 4  | 2 | 1 |
| London 1948      | 4. hely        | 7 | 2  | 3 | 2 |
| Helsinki 1952    | 6. hely        | 8 | 4  | 1 | 3 |
| Melbourne 1956   | Nem vett részt | - | -  | - | - |
| Róma 1960        | 16. hely       | 3 | 0  | 0 | 3 |
| Tokió 1964       | 7. hely        | 6 | 2  | 0 | 4 |
| Mexikóváros 1968 | Nem jutott be  | - | -  | - | - |
| München 1972     | Nem jutott be  | - | -  | - | - |
| Montréal 1976    | Nem jutott be  | - | -  | - | - |
| Moszkva 1980     | Nem jutott be  | - | -  | - | - |
| Los Angeles 1984 | Nem jutott be  | - | -  | - | - |
| Szöul 1988       | Nem jutott be  | - | -  | - | - |
| Barcelona 1992   | Nem jutott be  | - | -  | - | - |
| Atlanta 1996     | Nem jutott be  | - | -  | - | - |
| Sydney 2000      | Nem jutott be  | - | -  | - | - |
| Athén 2004       | Nem jutott be  | - | -  | - | - |
| Peking 2008      | Nem jutott be  | - | -  | - | - |
| London 2012      | Nem jutott be  | - | -  | - | - |

### Európa-bajnokság
| - 1926— 4. hely - 1927— Bronzérmes - 1931— 4. hely - 1934— Bronzérmes - 1938— 4. hely - 1947— Bronzérmes - 1950— Nem jutott be - 1954— 9. hely - 1958— 10. hely - 1962— 6. hely - 1966— 10. hely - 1970— 12. hely - 1974— 7. hely (B csoport) - 1977— Nem jutott be - 1981— Nem jutott be - 1983— 7. hely (B csoport) - 1985— 7. hely (B csoport) | - 1987— Nem jutott be - 1989— Nem jutott be - 1991— Nem jutott be - 1993— Nem jutott be - 1995— Nem jutott be - 1997— Nem jutott be - 1999— Nem jutott be - 2001— Nem jutott be - 2003— Nem jutott be - 2006— Nem jutott be - 2007— 11. hely (B csoport) - 2008— Nem jutott be - 2010— Nem jutott be - 2012— Nem vett részt |

## Külső hivatkozások
- A belga királyi Úszó-szövetség honlapja